# Instant Karma!
Instant Karma! (We All Shine On) (englisch Sofortiges Karma! (Wir alle leuchten)) ist ein Lied des britischen Rockmusikers John Lennon, das ursprünglich 1970 zusammen mit Who Has Seen the Wind? von seiner Frau Yoko Ono als Single veröffentlicht wurde. Musikalische Unterstützung erhielten diese von ihrer Plastic Ono Band.

## Hintergrund
Instant Karma! ist die dritte Solosingle von John Lennon und seine zweite nach seiner Trennung von den Beatles am 20. September 1969.

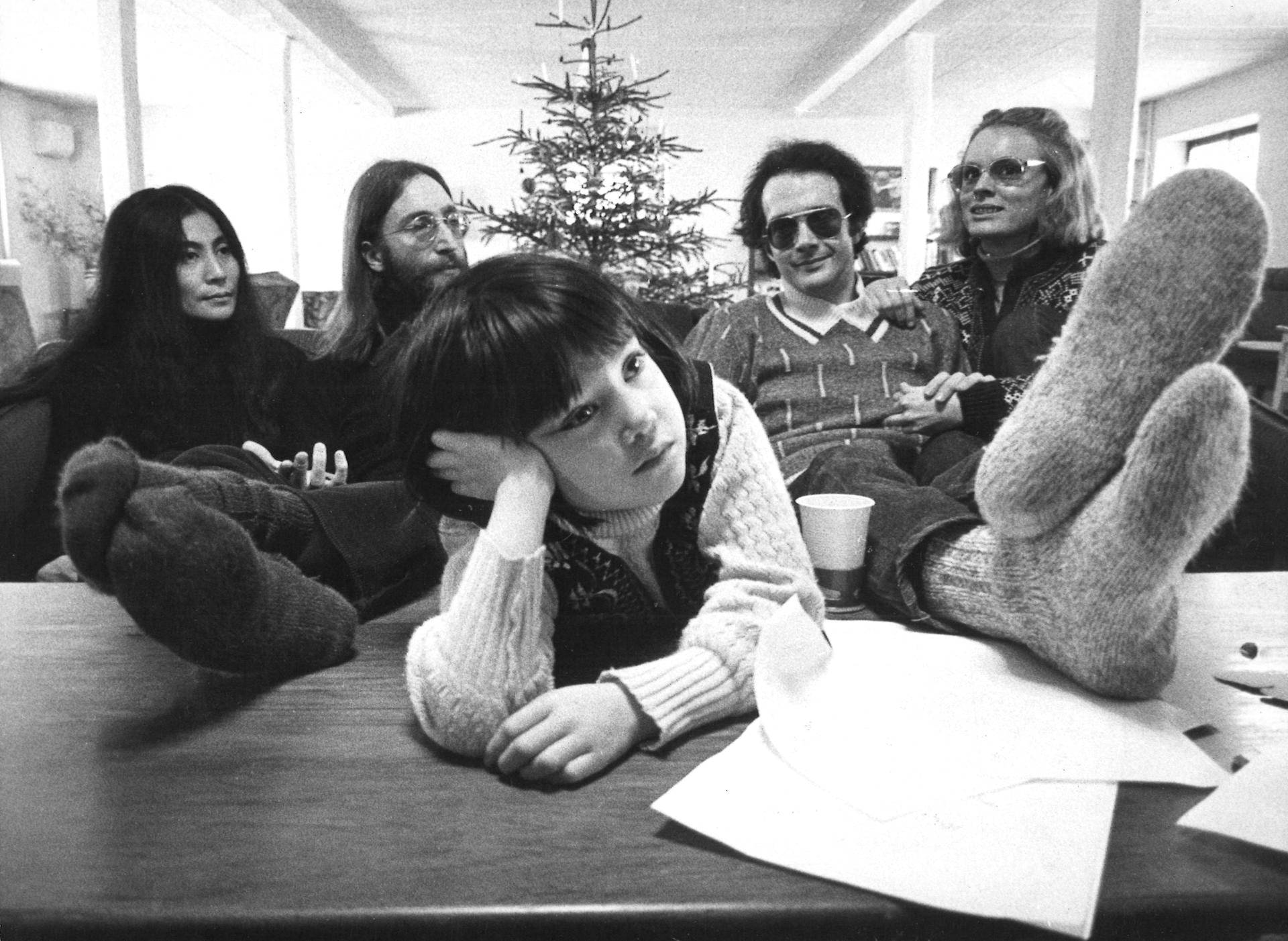
von links: Yoko Ono, John Lennon, Kyoko (Tochter von Yoko Ono und Tony Cox), Tony Cox und Melinde Kendall in Dänemark (1970)

Der Titel stammt von Melinde Kendall, der Ehefrau von Yoko Onos Ex-Mann Tony Cox. Sie hatte den Satz in einem Gespräch während des Aufenthalts von Lennon und Ono in Dänemark im Dezember 1969/Januar 1970 verwendet.
John Lennon sagte 1980 gegenüber David Sheff: „Es kam einfach zu mir. Alle redeten über Karma, besonders in den sechziger Jahren. Aber es kam mir in den Sinn, dass Karma sowohl augenblicklich ist als auch dein vergangenes Leben oder dein zukünftiges Leben beeinflusst. Es gibt wirklich eine Reaktion auf das, was du jetzt tust. Das ist es, worüber sich die Menschen Sorgen machen sollten. Außerdem bin ich fasziniert von Werbung und Werbung als Kunstform. Ich genieße sie. Die Idee des Instant-Karmas war also wie die Idee des Instant-Kaffees: etwas in einer neuen Form zu präsentieren. Ich mochte es einfach.“
Instant Karma! fällt besonders wegen seiner extrem kurzen Schaffensdauer von nur etwa einem Tag auf. Lennon sagte dazu in einem Interview: “I wrote it for breakfast, recorded it for lunch and we’re putting it out for dinner.” („Ich schrieb es zum Frühstück, nahm es zum Mittagessen auf und wir veröffentlichen es zum Abendessen.“) Nachdem er es am 27. Januar 1970 morgens an einem Klavier komponiert hatte, buchte Lennon die Abbey Road Studios für abends.

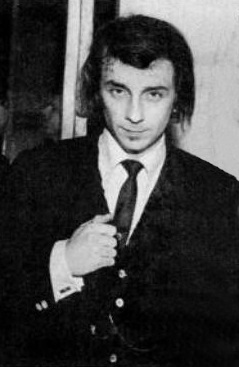
Phil Spector, Produzent von „Instant Karma!“

Lennon bat den zu dieser Zeit sehr populären Musikproduzenten Phil Spector, der an dem Tag mit Harrison in London war, spontan, die Aufnahmen zu produzieren. George Harrison schlug Lennon Spector vor.

“[…] Phil [Spector] came in, he said, ‘How do you want it?’ I said, ‘You know, 1950 but now.’ And he said ‘Right,’ and ‘boom’ […]. He [Phil Spector] doesn’t fuss about with fuckin’ stereo or all the bullshit. Does it sound all right? […] If it sounds good to you as a layman or as a human, take it. Don’t bother whether this is like that or the quality of this, just take it.”

„[…] Phil [Spector] kam herein, er sagte ‚Wie willst du es?‘ Ich sagte, ‚Du weißt schon, wie 1950 nur heute.‘ Und er sagte ‚In Ordnung‘, und ‚boom‘ […]. Er [Phil Spector] macht nicht so ein Theater um dieses verfluchte Stereo und den ganzen Scheiß. Klingt es gut? […] Wenn es für dich als Laien oder als Mensch gut klingt, nimm es. Störe dich nicht an diesem und jenem, oder an der Qualität von jenem, nimm es einfach.“

Lennon und Harrison waren mit der ersten Zusammenarbeit und dem „Wall Of Sound“ von Spector sehr zufrieden und engagierten ihn später für die Nachproduktion des Let It Be Albums, weiterhin produzierte er auch Soloalben, darunter All Things Must Pass (Harrison) und Imagine (Lennon).
Aufgrund des großen Charterfolges der Single wurde John Lennon mit Yoko Ono und der restlichen Plastic Ono Band in die Fernsehsendung Top of the Pops des britischen Senders BBC eingeladen. Für diesen Auftritt stellte Geoff Emerick am 10. Februar 1970 drei Mono-Mixe her. Für den Auftritt wurden insgesamt vier Aufnahmen gedreht, wovon zwei letztlich ausgestrahlt wurden. Auch wurde Instant Karma! auf dem Benefizkonzert One to One zugunsten von Kindern mit Behinderungen gespielt. Die Aufnahme der Nachmittagsvorstellung erschien 1986 auf dem Livealbum Live in New York City.

## Aufnahme
Die Aufnahmesessions am 27. Januar 1970 in den Abbey Road Studios begannen um 19 und endeten um 24 Uhr, es wurden zehn Takes eingespielt. Danach folgte noch eine dreistündigen Aufnahmereihe für Overdubs. Billy Preston holte vom Nachtclub Hatchetts in London noch weitere Backgroundsänger. In der letzten Stunde der Session fertigte Spector vier verschiedene Stereo-Mixe an, wovon der letzte in Großbritannien für die Single verwendet wurde. Anschließend war Phil Spector mit seiner Arbeit fertig und legte John Lennon ein für ihn zufriedenstellendes Ergebnis vor. Toningenieure der Aufnahmen waren Phil McDonald und Andy Stephens. Ein weiterer Mix wurde ein paar Tage später von Phil Spector in Los Angeles erstellt. Diesen verwendete man für die US-Single. Wie bereits auch bei Cold Turkey hatte die Singleausgabe den Hinweis PLAY LOUD auf der A-Seite abgedruckt. Auf der B-Seite mit der Ono-Komposition Who Has Seen the Wind? stand PLAY QUIET in der britischen Version, beziehungsweise PLAY SOFT in der US-amerikanischen.
Besetzung:
- John Lennon: Gesang, E-Gitarre, Elektrisches Klavier
- George Harrison: Akustische Gitarre, Klavier
- Klaus Voormann: Bass, Elektrisches Klavier
- Billy Preston: Orgel
- Alan White: Klavier, Schlagzeug
- Mal Evans: Backing Vocals, Glockenspiel, Klatschen
- Yoko Ono, Allen Klein, Beryl Marsden und andere: Backing Vocals

## Kommerzieller Erfolg

### Chartplatzierungen
| ChartsChartplatzierungen       | Höchstplatzierung | Wochen |
| ------------------------------ | ----------------- | ------ |
| Deutschland (GfK)              | 7 (26 Wo.)        | 26     |
| Österreich (Ö3)                | 4 (8 Wo.)         | 8      |
| Schweiz (IFPI)                 | 9 (6 Wo.)         | 6      |
| Vereinigtes Königreich (OCC)   | 5 (9 Wo.)         | 9      |
| Vereinigte Staaten (Billboard) | 3 (13 Wo.)        | 13     |

### Auszeichnungen für Musikverkäufe
| Land/Region               | Auszeichnungen für Musikverkäufe (Land/Region, Auszeichnung, Verkäufe) | Verkäufe  |
| ------------------------- | ---------------------------------------------------------------------- | --------- |
| Vereinigte Staaten (RIAA) | Gold                                                                   | 1.000.000 |
| Insgesamt                 | 1× Gold ·                                                              | 1.000.000 |

## Coverversionen
Es gibt über 55 Coverversionen von Instant Karma!.
Instant Karma! zählt zu den bedeutendsten Kompositionen Lennons und hat neben seinen Wiederveröffentlichungen auf nahezu jeder Best-Of-Kompilation von Lennon auch zahlreiche Coverversionen vorzuweisen. Für das Album Make Some Noise – The Amnesty International Campaign to Save Darfur nahmen die Gruppen Tokio Hotel, U2 und Duran Duran ihre Interpretation auf. Dieses Album ist auch unter dem Alternativtitel Instant Karma: The Amnesty International Campaign to Save Darfur zu finden. Des Weiteren existieren Versionen von Hilly Michaels, Midnight Oil und der britischen Punkrock-Band The Adventures.

## Nachwirkung
Der Titel von Stephen Kings Buch The Shining stammt von der Zeile “We all shine on…” des Liedes. King wollte dieses anfangs The Shine nennen, erkannte aber später erst, dass das Wort shine zu früheren Zeiten als abwertende Bezeichnung für schwarze Menschen benutzt worden war.
1992 wurde der Song in einem Werbespot der Firma Nike verwendet, wodurch er erneute Popularität erlangte.

## Veröffentlichung

### Singleveröffentlichungen
- Die Single Instant Karma! erschien in Großbritannien am 6. Februar 1970 und enthielt auf der B-Seite die Ono-Komposition Who Has Seen the Wind. In den USA erschien die Single am 20. Februar 1970 unter dem Titel Instant Karma! (We All Shine On).[11][12]
- Im November 2003 erschien die CD-Single Happy Xmas (War is over) / Imagine / Instant Karma (We All Shine On) / Imagine (Instrumental, + Photo Gallery Enhanced CD). Instant Karma (We All Shine On) hat ein ca. 15 Sekunden längeres Outro.[13]
- Die Single Instant Karma! mit der B-Seite Oh My Love erschien im Juni 1992 aufgrund eines Werbespots der Firma Nike in Europa als 7″-Vinyl-Single[14] und CD-Single mit folgenden Liedern: Oh My Love, Mother und Bless You.[15]
- Am 29. August 2020 wurde am Record Store Day die Single Instant Karma! (We All Shine On) / Who Has Seen the Wind wiederveröffentlicht, beide Lieder wurden neu abgemischt und als Ultimate Mixes bezeichnet.[16]

### Albumveröffentlichungen
- Eine Liveversion von Instant Karma! erschien am 24. Januar 1986 auf dem Album Live in New York City
- Instant Karma! befindet sich auf folgenden John Lennon-Kompilationsalben: Shaved Fish (Editierte Version), The John Lennon Collection, Lennon, Lennon Legend: The Very Best of John Lennon, Instant Karma: All-Time Greatest Hits, Peace, Love & Truth, The U.S. vs. John Lennon (Das Lied beginnt mit Dialogen von John Lennon und Yoko Ono, die dem Film entnommen wurden) Working Class Hero: The Definitive Lennon, Gimme Some Truth, John Lennon Collector’s Edition, Power to the People: The Hits, Signature Box.
- Am 9. Oktober 2020 erschien das Kompilationsalbum GIMME SOME TRUTH., das neuabgemischte Lieder beinhaltet, so auch Instant Karma!.
- Am 23. April 2021 erschien die bisher inhaltlich umfangreichste Wiederveröffentlichung der John Lennon/Plastic Ono Band-Aufnahmen als Box-Set. Die Lieder des Albums wurden von Paul Hicks in den Abbey Road Studios und den The Hix Factory Studios neu abgemischt. Für die Neuabmischung gab Yoko Ono die Anweisung, dass der Sound des Albums und der Gesang von John Lennon klarer hörbarer werden sollten. Darüber hinaus wurde auch eine 5.1-Abmischung hergestellt. Diese Ausgabe enthält neben der neuabgemischten Version von Instant Karma! sowie Take 5 (2:53). Weiterhin enthalten ist Take 10 (3:38) sowie der Elements Mix, bei dem auf Echo und Hall verzichtet wurde.[17] Instant Karma! wurde als einer der drei Bonustücke der Einzel-CD-Ausgabe hinzugefügt.